# Pirea
Genre
Espèce
Pirea est un genre fossile d'acritarches, des microfossiles à paroi organique, encore appelés palynomorphes, auxquels il n'est pas possible d'attribuer une affinité biologique avec certitude (on les regroupe dans les Biota incertae sedis). 
L'espèce type est Pirea dubia M. Vavrdová, 1972, trouvée dans des terrains datant de l'Ordovicien inférieur (Arénig).

## Systématique
Le genre Pirea et l'espèce Pirea dubia est décrit par M. Vavrdová en 1972. Alexander B. Doweld le décrit comme une algue fossile.
On en trouve qui ressemblent à l'espèce type dans les schistes du Tazekka au Maroc oriental. Les microfossiles sont en forme de poire, avec une pointe et une forme globuleuse.

## Homonymie
- Pirea T. Durand, 1888 (Plantae, Magnoliophyta, Brassicaceae) est un synonyme de Nasturtium.

## Liste des espèces
- † Pirea apertura
- † Pirea calvitia
- † Pirea capitata
- † Pirea colliformis
- † Pirea columbifera
- † Pirea comata
- † Pirea dubia
- † Pirea fausta
- † Pirea lagenaria
- † Pirea ornata